# Thomas Rudigoz
Pour les articles homonymes, voir Rudigoz.
Thomas Rudigoz, né le 11 janvier 1971 à Lyon (Rhône), est un homme politique français. 
Il est maire du 5e arrondissement de Lyon de 2014 à 2017 et député de la 1re circonscription du Rhône de 2017 à 2024.

## Situation personnelle
Après avoir été pigiste au Progrès puis à RCF, Thomas Rudigoz commence sa carrière dans les relations presse à la mairie de Lyon en 1997. Il est titulaire d'une maîtrise d'histoire de l'Université Jean Moulin Lyon-III. 

## Parcours politique

### Débuts
Membre de l'UDF, il est collaborateur puis chef de cabinet d'Anne-Marie Comparini, présidente du conseil régional de Rhône-Alpes, de 1999 à 2004, puis députée dans la 1re circonscription du Rhône, de 2002 à 2007. Il rejoint par la suite le MoDem.
En mars 2008, il est élu conseiller municipal de Lyon sur la liste de Gérard Collomb (PS). La même année, il est élu conseiller général du Rhône dans le canton de Lyon-V à l'occasion d'une élection partielle provoquée par la démission de Michel Havard (UMP). Affrontant des dissidents du PS et du MoDem, il est élu au second tour avec 53,4 % des voix. Il est réélu avec 57,3 % des suffrages en 2011, sous l'étiquette DVG.
Lors des élections municipales de 2014, il est la tête de liste de Gérard Collomb dans le 5e arrondissement de Lyon, où il compte succéder à la socialiste Alexandrine Pesson. Il remporte l'arrondissement au second tour avec 48,5 % des voix contre 42,6 % pour Michel Havard (UMP). Il est alors élu maire d'arrondissement.
Entre janvier 2015 et juillet 2017, il est 15e conseiller membre de la commission permanente de la métropole de Lyon, chargé de la politique de la ville.

### Député du Rhône
En 2016, il adhère à En marche, le mouvement créé par Emmanuel Macron et soutient sa candidature à l'élection présidentielle française de 2017[source insuffisante].
Pour les élections législatives de 2017, il obtient l'investiture de La République en marche dans la 1re circonscription du Rhône au détriment du secrétaire d'État aux Sports et député sortant Thierry Braillard (PRG),. Il arrive largement en tête du premier tour avec 46,9 % des voix. Il est élu député au second tour avec 64,4 % des suffrages face à Elliott Aubin (LFI),,. En raison de la loi interdisant le cumul de mandats, il démissionne de sa fonction de maire d'arrondissement.
Candidat à sa succession, il est investi par la coalition Ensemble (coalition française) soutenant Emmanuel Macron, il est réélu député de la 1ère circonscription du Rhône le 19 juin 2022 avec 51,86% des voix.

### Élections métropolitaines de 2020
Lors des élections métropolitaines de 2020 dans la métropole de Lyon, il est tête de liste dans la circonscription Lyon-Ouest (5e et 9e arrondissements) et soutient David Kimelfeld à la présidence de la métropole contre Gérard Collomb, investi par LREM. Sa liste arrive en troisième position au premier tour avec 19,3 % des voix (derrière la liste écologiste de Bertrand Artigny à 25,4 % et celle de Gérard Collomb à 23,3 %). Lors du second tour, reporté au 28 juin 2020 en raison de la pandémie de Covid-19, sa liste arrive en deuxième position avec 28,6 % des suffrages exprimés, devant celle de Gérard Collomb, lui permettant de conserver son siège au sein du conseil de la métropole de Lyon.

## Prises de position
Il est favorable à inclure une dose de proportionnelle dans les élections législatives, mais est opposé à la proportionnelle intégrale.
Il est co-signataire de la tribune de 167 parlementaires de la majorité défendant la nomination de Gérald Darmanin au ministère de l'Intérieur le 15 juillet 2020, en défense de la présomption d'innocence. Il est également co-signataire en décembre 2021 d'une tribune de 127 parlementaires contre l'interdiction du foie gras dans les réceptions officielles de plusieurs villes écologistes.[pertinence contestée]
Il a été désigné vice-président de la commission d'enquête sur la lutte contre les groupuscules d'extrême droite en France. Il s'intéressera en particulier au cas de Lyon ce qui lui vaudra d'être attaqué par le groupuscule Génération identitaire[source insuffisante]

## Synthèse des résultats électoraux

### Élections législatives
| Année | Parti  | Parti  | Circonscription | 1er tour | 1er tour | 1er tour | 2d tour | 2d tour | 2d tour | Issue |
| Année | Parti  | Parti  | Circonscription | Voix     | %        | Rang     | Voix    | %       | Rang    | Issue |
| ----- | ------ | ------ | --------------- | -------- | -------- | -------- | ------- | ------- | ------- | ----- |
| 2017  |        | LREM   | 1re du Rhône    | 16 449   | 46,88    | 1er      | 17 717  | 64,36   | 1er     | Élu   |
| 2022  | 12 792 | LREM   | 1re du Rhône    | 32,96    | 2e       | 18 803   | 51,86   | 1er     | Élu     |       |
| 2024  | RE     | 15 275 | 1re du Rhône    | 29,53    | 2e       | 18 117   | 35,22   | 2e      | Battu   |       |

### Élections municipales
Les résultats ci-dessous concernent uniquement les élections où il est tête de liste.
| Année | Liste | Liste | Commune | 1er tour | 1er tour | 1er tour | 2d tour | 2d tour | 2d tour | Sièges obtenus | Sièges obtenus |
| Année | Liste | Liste | Commune | Voix     | %        | Rang     | Voix    | %       | Rang    | CA             | CM             |
| ----- | ----- | ----- | ------- | -------- | -------- | -------- | ------- | ------- | ------- | -------------- | -------------- |
| 2014  |       | PS    | Lyon 5e | 5 954    | 36,29    | 1er      | 8 120   | 48,46   | 1er     | 12 / 16        | 6 / 8          |

### Élections métropolitaines
Les résultats ci-dessous concernent uniquement les élections où il est tête de liste.
| Année | Liste | Liste            | Circonscription | 1er tour | 1er tour | 1er tour | 2d tour | 2d tour | 2d tour | Sièges obtenus |
| Année | Liste | Liste            | Circonscription | Voix     | %        | Rang     | Voix    | %       | Rang    | Sièges obtenus |
| ----- | ----- | ---------------- | --------------- | -------- | -------- | -------- | ------- | ------- | ------- | -------------- |
| 2020  |       | LREM diss. - PRG | Lyon-Ouest      | 3 631    | 19,31    | 3e       | 5 307   | 28,63   | 2e      | 1 / 11         |

### Élections départementales
| Année | Parti | Parti | Canton | 1er tour | 1er tour | 1er tour | 2d tour | 2d tour | 2d tour | Issue |
| Année | Parti | Parti | Canton | Voix     | %        | Rang     | Voix    | %       | Rang    | Issue |
| ----- | ----- | ----- | ------ | -------- | -------- | -------- | ------- | ------- | ------- | ----- |
| 2011  |       | DVG   | Lyon-V | 3 341    | 30,92    | 1er      | 6 169   | 57,26   | 1er     | Élu   |

## Détail des mandats et fonctions

### À l’Assemblée nationale
- 21 juin 2017 - 9 juin 2024 : député de la 1re circonscription du Rhône.

### Au niveau local
- 21 mars 2008 – 2 juillet 2020 : conseiller municipal de Lyon.
- 2 juin 2008 – 31 décembre 2014 : conseiller général du Rhône (élu dans le canton de Lyon-V).
- 12 avril 2014 – 28 juillet 2017 : maire du 5e arrondissement de Lyon.
- 16 avril 2014 – 31 décembre 2014 : conseiller communautaire de la communauté urbaine de Lyon.
- Depuis le 1er janvier 2015 : conseiller de la métropole de Lyon.
- 1er janvier 2015 – 10 juillet 2017 : 15e conseiller membre de la commission permanente de la métropole de Lyon, chargé de la politique de la ville.